# Schweich an der Römischen Weinstraße
Schweich an der Römischen Weinstraße est une commune fusionnée (Verbandsgemeinde) de l'arrondissement de Trèves-Sarrebourg dans la Rhénanie-Palatinat en Allemagne. Le siège de cette Verbandsgemeinde est dans la ville de Schweich.
La Verbandsgemeinde de Schweich an der Römischen Weinstraße consiste en cette liste d'Ortsgemeinden (municipalités locales) :

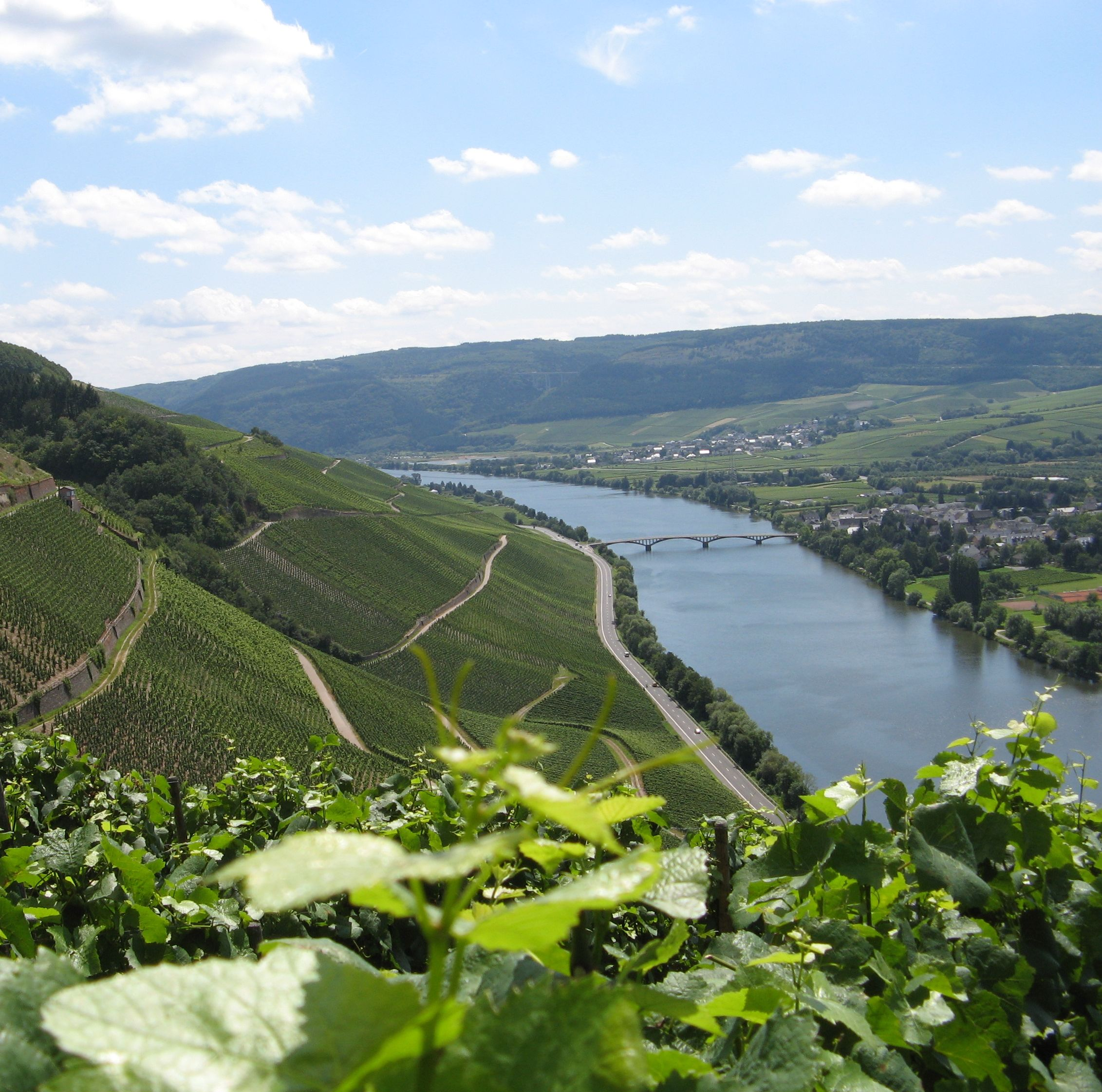
L'Annaberg près de Schweich

| 1. Bekond 2. Detzem 3. Ensch 4. Fell 5. Föhren 6. Kenn 7. Klüsserath 8. Köwerich 9. Leiwen 10. Longen | 1. Longuich 2. Mehring 3. Naurath (Eifel) 4. Pölich 5. Riol 6. Schleich 7. Schweich 8. Thörnich 9. Trittenheim (2012) |